# متحف آشيان
متحف آشيان هو متحف كان في الأصل منزل الشاعر التركي توفيق فكرت، يقع في «حي ببك»، الواقعة بدورها في بلدية بشكطاش بإسطنبول.
المبنى مؤلف من ثلاث طوابق عاش فيه الشاعر من عام 1906 إلى عام 1915 م. تم تحويله إلى متحف عام 1945 م تحت اسم «متحف الادب الجديد».